# ناحیه آمامبای
ناحیه آمامبای (به اسپانیایی: Amambay Department) یک ناحیه در پاراگوئه است که در شرق این کشور واقع شده‌است.

## خصوصیات
ناحیه آمامبای ۱۲٬۹۳۳ کیلومترمربع مساحت و ۱۵۶٬۲۴۸ نفر جمعیت دارد.